# Isole dell'India

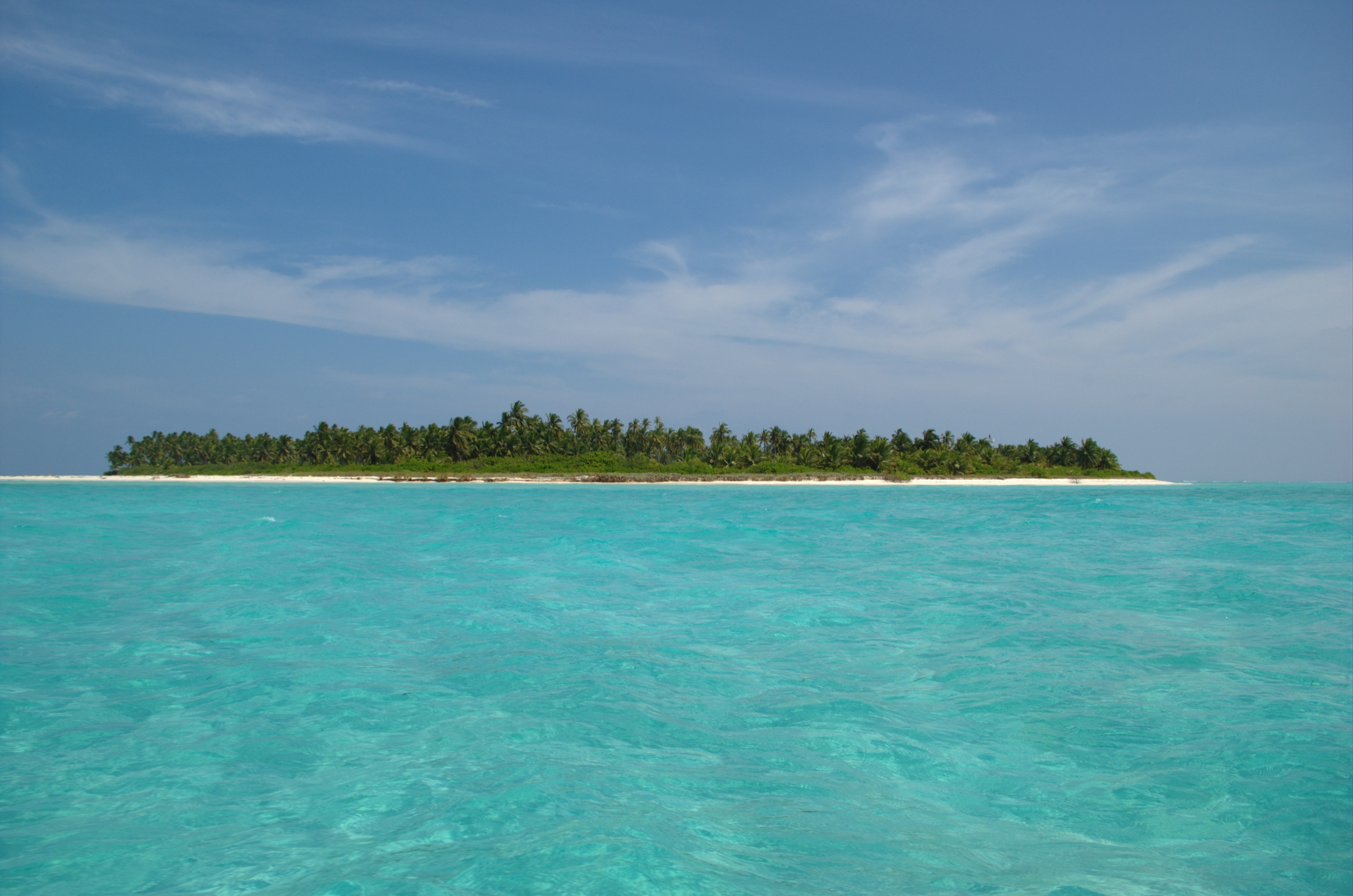
Un'isola delle Laccadive

Questa è una lista non esaustiva delle isole dell'India.
- Andamane
  - Arcipelago Ritchie
  - Grandi Andamane
    - Andaman Settentrionale

  - Barren Island
  - Isole Sentinel
    - North Sentinel
    - South Sentinel

  - Piccole Andamane
- Isole del fiume Kaveri
  - Shrirangapattana
  - Shivanasamudram
  - Sri Rangam
- Isole del fiume Brahmaputra
  - Umananda
- Chorao, Goa
- Diu
- Divar, Goa
- Kavvayi
- Laccadive
- Majuli (isola fluviale)
- Minicoy (contesa tra India e Maldive)
- Isole del porto di Mumbai
  - Butcher Island
  - Cross Island
  - Elephanta Island
  - Middle Ground
  - Oyster Rock
  - Salsette Island
- Munroe, Kollam, Kerala
- Nicobare
  - Car Nicobar
  - Grande Nicobar
  - Teressa
- Quibble Island[1]
- Rameswaram
- South Talpatti[2]
- Sriharikota
- Vashee, Goa
- Vypin, Kochi, Kerala
- Willingdon Island, Kochi, Kerala